# Yoshino (Fluss)
Der Yoshino (jap. 吉野川, Yoshino-gawa) ist ein Fluss auf der japanischen Insel Shikoku. 
Er ist 194 km lang und hat ein Einzugsgebiet von 3750 km².

## Verlauf des Flusses
Der Yoshino durchfließt folgende Orte:
- Präfektur Kōchi:
  - Landkreis Agawa
    - Ino

  - Landkreis Tosa
    - Ōkawa
    - Tosa

  - Landkreis Nagaoka
    - Motoyama
    - Taihō
- Präfektur Tokushima:
  - Miyoshi
  - Landkreis Miyoshi
    - Higashi-Miyoshi

  - Landkreis Mima
    - Tsurugi

  - Mima
  - Yoshinogawa
  - Awa
  - Landkreis Itano
    - Kamiita
    - Aizumi

  - Landkreis Myōzai
    - Ishii

  - Tokushima